# 朝阳乡 (德惠市)
朝阳乡，是中华人民共和国吉林省长春市德惠市下辖的一个乡镇级行政单位。

## 行政区划
朝阳乡下辖以下地区：
朝阳村、红旗村、南岗村、双丰村、双合村、半拉山村、长泡村、长沟村、团林子村、双城村、双利村和学安村。